# Pyramída
Pyramída je přírodní památka v oblasti Poľana.
Nachází se v katastrálním území obce Zvolenská Slatina v okrese Zvolen v Banskobystrickém kraji. Území bylo vyhlášeno či novelizováno v roce 1999 na rozloze 6,6688 ha. Ochranné pásmo nebylo stanoveno.